# Лойола, Фавиан
Фавиан Антонио Лойола (англ. и исп. Favian Antonio Loyola; род. 18 мая 2005, База морской пехоты Кэмп-Лэджен, Северная Каролина) — американский и чилийский футболист, полузащитник клуба «Орландо Сити».

## Биография

### Клубная карьера
Родился в Кэмп-Лежен, Северная Каролина, в семье чилийца и итальянки, имеет старшего брата Донована, также занимавшегося футболом, и младшую сестру Фейт. Его отец Джонатан переехал в США в 1994 году в возрасте 10 лет. Был военнослужащим, принимал участие в иракской войне. Заниматься футболом Фавиан начал в Чили, куда семья переехала в 2016 году. После переезда во Флориду, присоединился к академии «Орландо Сити».
Профессиональную карьеру начал в 2022 году в составе фарм-клуба «Орландо Сити B», выступающем в MLS Next Pro. За основной состав клуба дебютировал в MLS 1 июля 2023 года в домашнем матче против «Чикаго Файр», в котором вышел на замену на 3-й компенсированной минуте вместо Факундо Торреса.

### Карьера в сборной
В 2022-24 годах принимал участие в товарищеских матчах сборной США до 19 лет. В 2024 году принял решение выступать за молодёжную сборную Чили.